# 95-я истребительная авиационная дивизия
 95-я истребительная авиационная дивизия (95-я иад) — воинское соединение Вооружённых Сил СССР.

## История наименований
За весь период своего существования дивизия изменяла своё наименование:
- 95-й смешанный авиационный отряд;
- 95-я смешанная авиационная дивизия;
- 95-я истребительная авиационная дивизия;
- войсковая часть 10202

## Формирование
95-я истребительная авиационная дивизия сформирована в июле 1949 года на аэродроме Марково (Марково Чукотский автономный округ) как 95-й смешанный авиационный отряд в составе 29-й воздушной армии Дальневосточного военного округа.

## Переформирование и расформирование
- В 1949 году 95-й смешанный авиационный отряд был переформирован в 95-ю смешанную авиационную дивизию;
- 95-я смешанная авиационная дивизия в 1954 году была переформирована в 95-ю истребительную авиационную дивизию.
- 95-я истребительная авиационная дивизия летом 1988 года была расформирована в составе 26-й воздушной армии Белорусского военного округа.

## Командиры дивизии
| Звание                           | Ф. И. О.                       | Период            | Примечание                                                   |
| -------------------------------- | ------------------------------ | ----------------- | ------------------------------------------------------------ |
| Подполковник                     | Пстыго Иван Иванович           | 1949              |                                                              |
| Полковник                        | Артемьев Николай Сергеевич     | 1950              |                                                              |
| генерал-майор авиации            | Вагин Александр Георгиевич     | 1961 — 1964       |                                                              |
| генерал-майор авиации            | Трофимов И. С.                 | 1964              |                                                              |
| генерал-майор авиации            | Грицина Иван Маркович          | 1973 — 1976       |                                                              |
| генерал-майор авиации            | Александров Алексей Алексеевич | 01.1976 — 11.1978 |                                                              |
| полковник                        | Никифоров                      | 1978 — 1982       |                                                              |
| полковник                        | Васильев                       | 1982 — 1983       |                                                              |
| полковник                        | Азаров                         | 1983 — 09.01.1985 | погиб а авиакатастрофе на самолёте Ан-14 на аэродроме Берёза |
| полковник, генерал-майор авиации | Антонец                        | 1985 — 1988       |                                                              |

## В составе объединений
| Дата          | Фронт (округ)                 | Армия                            |
| ------------- | ----------------------------- | -------------------------------- |
| 01.07.1949 г. | Дальневосточный военный округ | 29-я воздушная армия             |
| 11.11.1953 г. | Белорусский военный округ     | 26-я воздушная армия             |
| 01.04.1980 г. | Белорусский военный округ     | ВВС Белорусского военного округа |
| 01.05.1988 г. | Белорусский военный округ     | 26-я воздушная армия             |
| 01.07.1988 г. | Белорусский военный округ     | 26-я воздушная армия             |

## Части и отдельные подразделения дивизии
За весь период своего существования боевой состав дивизии претерпевал изменения, в её состав входили полки:
| Период                        | Части                                           | Примечание |
| ----------------------------- | ----------------------------------------------- | --- |
| 01.07.1949 г. — 01.01.1954 г. | 214-й гвардейский транспортный авиационный полк | Угольный Копи (аэродром) (Камчатская область), Ли-2 |
| 01.07.1949 г. — 01.01.1960 г. | 911-й истребительный авиационный полк           | Уэлькаль (Уэлькаль), Чукотский автономный округ, Угольный Копи (аэродром) (Камчатская область), Лида Белоруссия, Ла-11, МиГ-15, передан в состав 1-й гв. ибад |
| 01.06.1954 г. — 01.01.1960 г. | 940-й истребительный авиационный полк           | Россь, Белоруссия, МиГ-15, МиГ-17, передан в состав 1-й гв. ибад                                                                                              |
| 01.12.1953 г. — 01.07.1980 г. | 968-й истребительный авиационный полк           | Россь, Белоруссия, МиГ-17, МиГ-19, МиГ-21, МиГ-23, МиГ-29, передан в состав 1-й гв. ибад                                                                      |
| 01.04.1960 г. — 01.07.1980 г. | 927-й истребительный авиационный полк           | Берёза, Белоруссия, МиГ-21, МиГ-29 |
| 01.04.1960 г. — 01.07.1980 г. | 979-й истребительный авиационный полк           | Щучин, Белоруссия, МиГ-19, МиГ-23 |

## Боевые действия
Два полка дивизии принимали участие в боевых действиях в Афганистане:
- 927-й иап в период с 23.06.1983 г. по 26.07.1984 г. на МиГ-21бис;
- 979-й иап в период с 09.1987 по 09.1988 г. на МиГ-23МЛ.

## Инциденты
- в мае 1950 года лётчик 911-го иап капитан Ефремов В. С., взлетев с аэродрома Тойохара (Южный Сахалин), на самолёте Ла-11 перехватил и сбил американский истребитель F-51 «Мустанг», вторгшийся в воздушное пространство СССР.

## Базирование
| Период                  | Место базирования                 |
| ----------------------- | --------------------------------- |
| 01.07.1949 — 11.11.1953 | Угольные Копи, Камчатская область |
| 11.11.1953 — 1960       | Пружаны, Белоруссия               |
| 1960 — 1988             | Щучин, Белоруссия                 |